# 감스트
감스트(Gamst, 본명: 김인직, 金仁直, 1990년 1월 8일 ~ )는 대한민국의 인터넷 방송인이다.

## 생애
감스트는 2012년 2월, 아프리카TV에서 FIFA 온라인 2 BJ로 방송을 시작했다. 감스트라는 예명은 노르웨이의 축구 선수인 모르텐 감스트 페데르센에서 따온 것이라고 한다. 2013년 말 개그맨 시험을 보기 위해 개인방송을 중단하였으나 2015년 개그맨 시험을 포기하고 개인방송에 복귀하였다. 2016년부터 창근, 환경 등의 멤버를 감컴퍼니에 영입하였으며 보이는 라디오 컨텐츠를 통해 아프리카TV 대상을 수상하게 되었다.
감스트는 2018 시즌을 앞두고 K리그의 홍보대사로 영입되었다. K리그의 홍보 대사로 임명된 이후에는 축구인과의 합방, K리그 구장 방문, K리그 해설 참여 등의 컨텐츠를 진행했다. 이후 2018년 FIFA 월드컵과 2018년 아시안 게임에서 문화방송(MBC) 소속 디지털 해설위원으로 활동했다. 축구 분야에서 위와 같은 왕성한 활동을 보여주면서 감스트는 2018 시즌 K리그 시상식에서 특별상을 수상했다. 또한 2018년부터 지상파 방송에서 모습을 드러냈으며 예능 황금어장 라디오스타의 게스트 출연, 드라마 비밀과 거짓말의 카메오 출연을 하였다. 또한 진짜 사나이 300 특전사편에 참여했다. 이와 같은 활동으로 감스트는 2018년 MBC 방송연예대상 버라이어티 부문 남자 신인상을 수상했다.
감스트는 2019 시즌을 앞두고 K리그 홍보대사를 계속 맡게 되었다. 2019년 3월 26일에 열린 대한민국 축구 국가대표팀과 콜롬비아 축구 국가대표팀간의 친선경기에서 MBC의 객원해설로 참여했다. 하지만 이 경기에서 감스트는 부족한 중계 실력을 보여주면서 비판을 받았으며 경기 종료 이후 자신의 부족함을 인정하며 사과했다. 2019년 4월, 아프리카TV BJ인 외질혜, 남순과 나락즈라는 크루를 결성했다. 하지만 2019년 6월, 나락즈는 성희롱 사건을 일으켰으며 감스트는 이에 대해 사죄하며 K리그 홍보대사 활동을 중단하고 출연하고 있던 프로그램에서 하차한 뒤 자숙에 들어갔다. 이후 2개월 후인 2019년 8월 복귀했다. 복귀 이후에는 리그 오브 레전드 관련 컨텐츠를 주로 하고 있다.
감스트는 2021년 3월 16일에 토트넘 홋스퍼 소속으로 뛰고 있던 손흥민이 아스널과의 프리미어리그 경기 도중에 햄스트링 부상을 당하자 강도 높은 욕설을 해서 논란이 되었다. 해당 논란에 대해 감스트는 사과를 하고 잠시 자숙 기간을 가졌다.

## 학력
- 조선대학교 영어과 (중퇴)

## 경력
- 2018년 ~ 2019년 K리그 홍보대사
- 2018년 월드컵 MBC 축구 디지털 해설위원[12][13]
- 2018년 아시안게임 MBC 축구 디지털 해설위원

## 방송활동
- 2018년 MBC 《섹션TV 연예통신》
- 2018년 MBC 《스포츠 다이어리》
- 2018년 MBC FM4U 《두시의 데이트 지석진입니다》
- 2018년 MBC 표준FM 《 잠 못 드는 이유 강다솜입니다》
- 2018년 MBC 《황금어장 라디오스타》
- 2018년 MBC 일일연속극 《비밀과 거짓말》 (특별출연)
- 2018년 MBC FM4U 《정오의 희망곡 김신영입니다》
- 2018년 KBS2 《꿀잼 퀴즈방》
- 2018년 MBC 《진짜 사나이 300》
- 2018년 JTBC 《랜선라이프》
- 2019년 MBC 《호구의 연애》
- 2019년 SBS 플러스 《렌트채널 님은 부재중》

## 수상 및 후보
| 연도 | 시상식           | 부문                        | 작품            | 결과 |
| ---- | ---------------- | --------------------------- | --------------- | ---- |
| 2018 | MBC 방송연예대상 | 버라이어티 부문 남자 신인상 | 진짜 사나이 300 | 수상 |

## 같이 보기
- 릴카